# 鄅
鄅（う）は、春秋時代の諸侯国。爵位は子爵。国君は妘姓。

## 起源
西周の時代に鄅に受封され、鄅を建国した。

## 歴史
鄅は邾と楚の附庸国となった。春秋時代、鄅は魯の併呑を受けた。

## 滅亡後
滅亡後、鄅は魯の邑となり、「啓陽」と改名した。鄅の国民は国号の鄅の字の偏を除き、旁の禹を取って禹姓とした。

## 地理位置
鄅は琅邪郡開陽県に位置する。現在の山東省臨沂市蘭山区である。

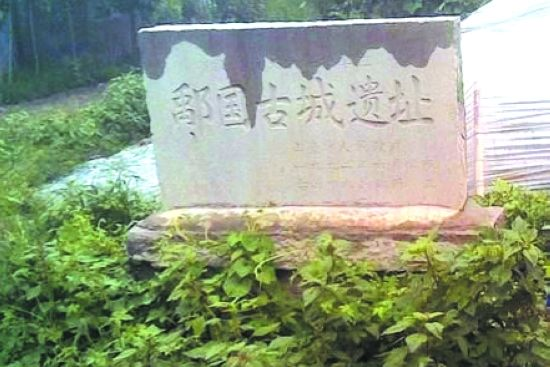
鄅国の遺跡